# Igreja de Lashtkhveri

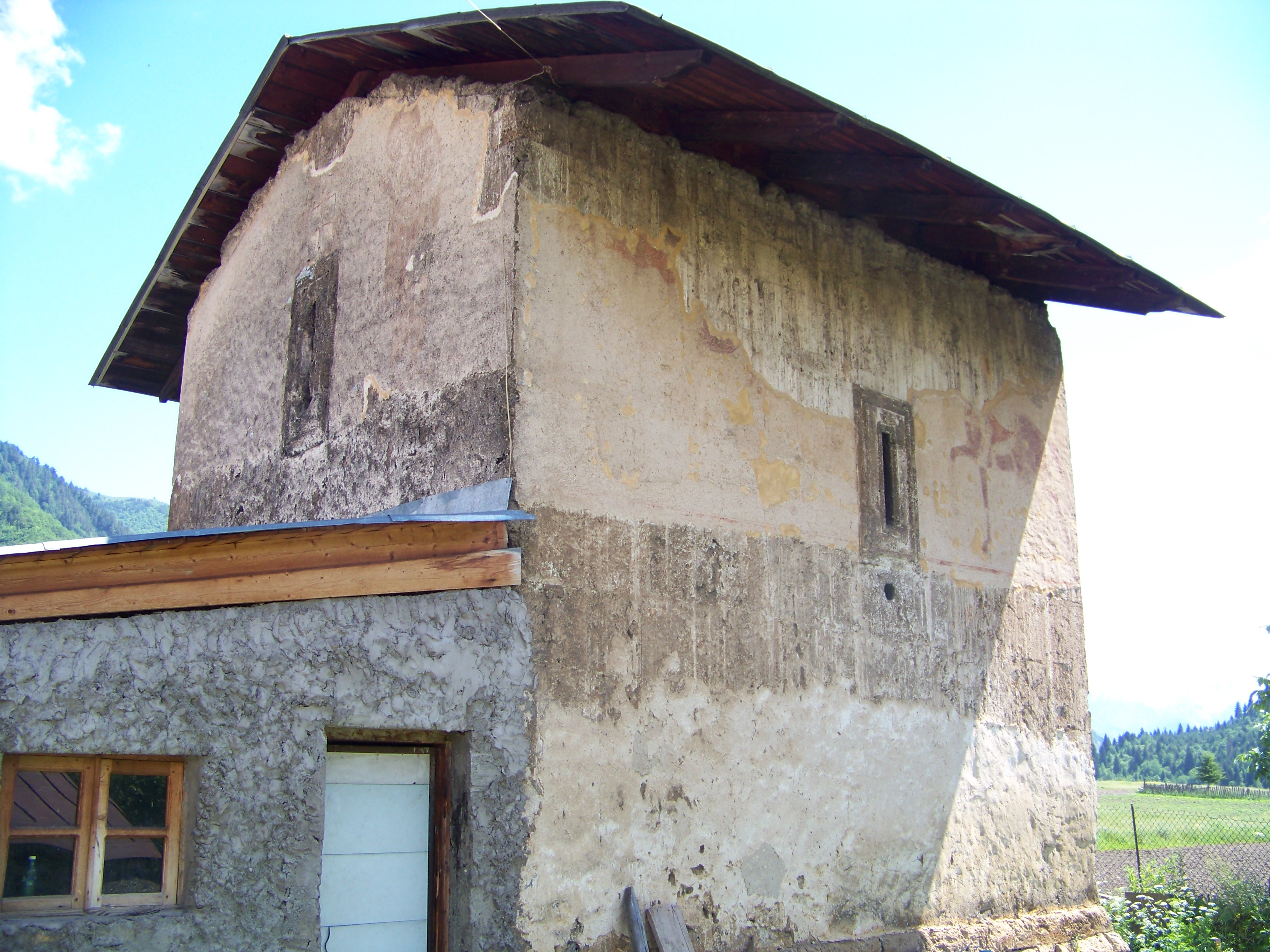
Igreja do Arcanjo de Lashtkhveri

A igreja do Arcanjo de Lashtkhveri (em georgiano:  ლაშთხვერის მთავარანგელოზის ეკლესია), também conhecida como a igreja de Taringzel (em suana: თარინგზელ) é uma igreja ortodoxa medieval localizada na província de Suanécia, noroeste da Geórgia. É uma igreja-salão, cuja característica mais reconhecível é uma série de afrescos pintados nas paredes interiores e exteriores, que datam dos séculos XIV e XV. Está inscrita na lista de monumentos culturais de importância nacional da Geórgia.

## Localização

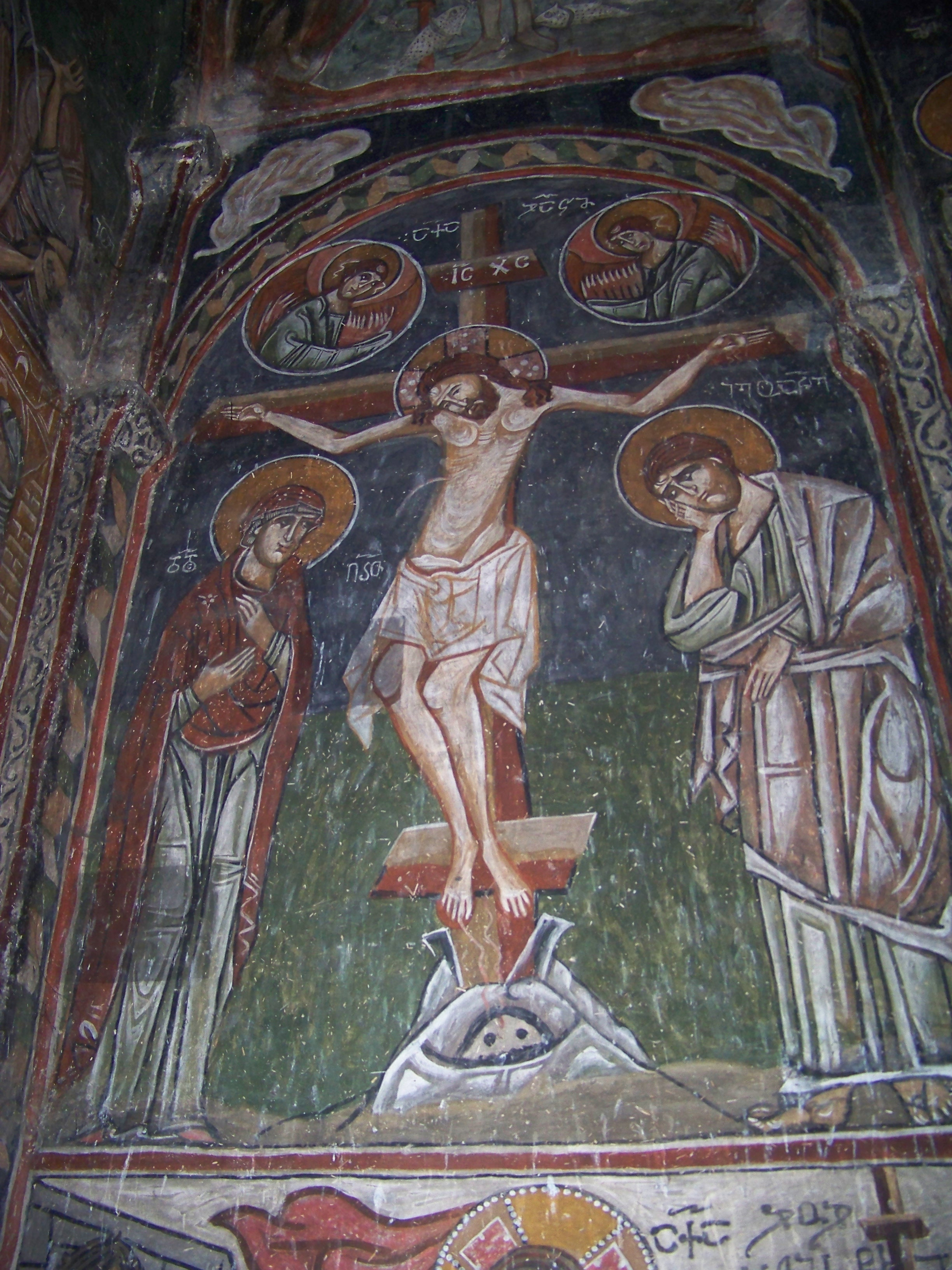
A Crucificação, um afresco na parede interna da igreja.

A igreja está localizada no extremo sudoeste da cidade de Lashtkhveri (Laštxver), a 1380 m acima do nível do mar, na unidade territorial Lenjeri do município de Mestia, no sopé do Grande Cáucaso. Esta parte da Suanécia era conhecida como "Svanetia Livre" no século XIX. Não há fontes literárias contemporâneas sobre a construção e a história de Lashtkhveri. A igreja e os objetos preservados nela foram descritos pela primeira vez, em detalhes, pelo estudioso Ekvtime Taqaishvili durante sua expedição a Svanetia em 1910.

## Arquitetura
É uma igreja-salão, baseada em um pedestal de duas etapas e construída com blocos de pedra calcária cuidadosamente cortados. É iluminada por quatro janelas, uma na parede do altar e na parede oeste e duas na parede leste, uma das quais ilumina diretamente o afresco de um São Jorge. A parede do altar contém dois nichos em arco, nos dois lados da janela. Os caixilhos das janelas do lado de fora são decorados com pedra esculpida. A igreja é coroada por uma cornija simples. Anexada à parede oeste, há uma câmara construída mais tarde e coberta com blocos de madeira.